# Liste der denkmalgeschützten Objekte in Krems (Stadtteil)/P–Z
Die Liste der denkmalgeschützten Objekte in Krems (Stadtteil)/P–Z enthält die 138 (von insgesamt 308) denkmalgeschützten unbeweglichen Objekte des Stadtteils Krems der Statutarstadt Krems an der Donau in Niederösterreich mit den Straßennamen von P–Z.

## Denkmäler
| Foto  |                 | Denkmal                                                                                         | Standort                                             | Beschreibung | Metadaten |
| ----- | --------------- | ----------------------------------------------------------------------------------------------- | ---------------------------------------------------- | --- | --- |
| ja    | Datei hochladen | Bürgerhaus HERIS-ID: 11033 Objekt-ID: 7102                                                      | Pfarrplatz 4 Standort KG: Krems                      | Das zweistöckige Bürgerhaus Pfarrplatz 4, im Kern aus dem 16./17. Jahrhundert und im dritten Viertel des 18. Jahrhunderts umgebaut, verfügt über einen Dachspeicher und Schopfwalmgiebel. Die spätbarocke Fassade, 1810 mutmaßlich nach einem Brand erneuert, ist durch Doppellisenen, flachbogige Fensterverdachungen und Nabelscheiben in Parapetfeldern gegliedert. | BDA-Hist.: Q38087891 Status: Bescheid Stand der BDA-Liste: 2025-06-30 Name: Bürgerhaus GstNr.: .3                                                                                             |
| ja    | Datei hochladen | Kath. Pfarrkirche, hl. Veit HERIS-ID: 10978 Objekt-ID: 7047                                     | Pfarrplatz 5 Standort KG: Krems                      | Die inmitten des Pfarrplatzes frei stehende Pfarrkirche St. Veit, ein frühbarocker Saalbau mit gotischem Südturm, zählt zu den frühesten Barockkirchen nördlich der Donau. Unter Pfarrer Daniel Zeno wurde 1616 der mittelalterliche, 1178 erstmals erwähnte Vorgängerbau mit Ausnahme des Turms abgebrochen und bis um 1630 von Cypriano Biasino, einem Comasken aus Mailand, unter Mitwirkung seines Landsmannes Johann Baptist Spazio neu errichtet. | BDA-Hist.: Q1803709 Status: Bescheid Stand der BDA-Liste: 2025-06-30 Name: Kath. Pfarrkirche, hl. Veit GstNr.: .1 St. Veit (Krems an der Donau)                                               |
| ja    | Datei hochladen | Pfarrhof, Passauer Hof HERIS-ID: 11038 Objekt-ID: 7107                                          | Pfarrplatz 5 Standort KG: Krems                      | Der Pfarrhof und ehemalige Passauer Bischofshof, gegenüber der Westfront der Pfarrkirche gelegen, ist eine weitläufige, zweigeschoßige Gebäudegruppe aus verschiedenen Bauperioden. Der östliche Trakt hat einen mittelalterlichen Baukern. | BDA-Hist.: Q38088006 Status: Bescheid Stand der BDA-Liste: 2025-06-30 Name: Pfarrhof, Passauer Hof GstNr.: .2, 5/1, 6                                                                         |
| ja    | Datei hochladen | Bürgerhaus HERIS-ID: 11016 Objekt-ID: 7085                                                      | Pfarrplatz 6 Standort KG: Krems                      | Das Haus Pfarrplatz 6 wurde 1858 umgebaut. Es verfügt über eine schlichte frühhistoristische Fassade. | BDA-Hist.: Q38087528 Status: Bescheid Stand der BDA-Liste: 2025-06-30 Name: Bürgerhaus GstNr.: .100/2                                                                                         |
| ja    | Datei hochladen | Wohnhaus, Ehem. Schulhaus HERIS-ID: 11017 Objekt-ID: 7086                                       | Pfarrplatz 7 Standort KG: Krems                      | Die ehemalige Schule wurde um 1550 errichtet. Der schlichte, dreigeschoßige Bau hat sechs Achsen und Fensterverdachungen aus dem 19. Jahrhundert. Die Sohlbänke und der Auslug an der Ostecke des Obergeschoßes stammen aus der Mitte des 16. Jahrhunderts. | BDA-Hist.: Q38087553 Status: Bescheid Stand der BDA-Liste: 2025-06-30 Name: Wohnhaus, Ehem. Schulhaus GstNr.: .100/1                                                                          |
| ja    | Datei hochladen | Bürgerhaus, St. Erasmus-St. Elisabeths-Stiftshaus HERIS-ID: 11018 Objekt-ID: 7087               | Pfarrplatz 8 Standort KG: Krems                      | Das ehemalige Stiftshaus Pfarrplatz 8 wurde urkundlich 1415 gestiftet. Um Mitte des 19. Jahrhunderts erfolgte ein Umbau mit schmalem Mittelrisalit. | BDA-Hist.: Q38087568 Status: Bescheid Stand der BDA-Liste: 2025-06-30 Name: Bürgerhaus, St. Erasmus-St. Elisabeths-Stiftshaus GstNr.: .99                                                     |
| ja    | Datei hochladen | Stiftshof St. Mariae, Alter Spittelhof HERIS-ID: 11019 Objekt-ID: 7088                          | Pfarrplatz 9 Standort KG: Krems                      | Der Alte Spittelhof ist ein spätgotischer Bau des 15. Jahrhunderts, der leicht erhöht am Fuße der Piaristenstiege liegt. Der einachsige Bau verfügt über einen Treppengiebel und einen überbauten Rundbogendurchgang zum Sängerhof. Vom ehemaligen Flacherker sind die Konsolen erhalten. Über dem Durchgang befindet sich eine ehemalige Rauchküche mit pyramidenförmigem Rauchfang. | BDA-Hist.: Q38087577 Status: Bescheid Stand der BDA-Liste: 2025-06-30 Name: Stiftshof St. Mariae, Alter Spittelhof GstNr.: .90/1, .90/2                                                       |
| ja    | Datei hochladen | Ehem. Margarethen- oder St. Helena-Stiftungshaus HERIS-ID: 11020 Objekt-ID: 7089                | Pfarrplatz 10 Standort KG: Krems                     | Das ehemalige Margarethen- oder St. Helena-Stiftungshaus wurde 1458 gestiftet. Der schlichte Bau hat ein steiles Schopfwalmdach und eine ehemalige Speichergaupe. Sein Stiegenaufgang verfügt über ein schmales Spitztonnengewölbe aus dem 15. Jahrhundert. | BDA-Hist.: Q38087585 Status: Bescheid Stand der BDA-Liste: 2025-06-30 Name: Ehem. Margarethen- od. St. Helena- Stiftungshaus GstNr.: .88                                                      |
| ja    | Datei hochladen | Ehem. Stiftshaus St. Philippus und Jakobus HERIS-ID: 11021 Objekt-ID: 7090                      | Pfarrplatz 11 Standort KG: Krems                     | Das ehemalige Stiftshaus St. Philippus und Jakobus wurde urkundlich 1411 gestiftet und ist seit 1737 in Privatbesitz. Der dreiachsige Bau stammt im Kern aus dem 16. Jahrhundert und wurde im zweiten Viertel des 18. Jahrhunderts barock umgebaut. Er verfügt über einen pilastergegliederten Volutengiebel und reich stuckierte Fensterrahmungen sowie über ein Medaillon der Heiligen Philippus und Jakobus. Im ersten Obergeschoß befindet sich eine barocke Stuckdecke mit reichem Bandlwerk- und Muscheldekor aus der Zeit um 1730/1740. | BDA-Hist.: Q38087616 Status: Bescheid Stand der BDA-Liste: 2025-06-30 Name: Ehem. Stiftshaus St. Philippus und Jakobus GstNr.: .87                                                            |
| ja    | Datei hochladen | Bürgerhaus HERIS-ID: 11022 Objekt-ID: 7091                                                      | Pfarrplatz 12 Standort KG: Krems                     | Das Bürgerhaus Pfarrplatz 12 wurde 1861 umgebaut und mit einer späthistoristischen Fassade ausgestattet. | BDA-Hist.: Q38087631 Status: Bescheid Stand der BDA-Liste: 2025-06-30 Name: Bürgerhaus GstNr.: .86/1                                                                                          |
| ja    | Datei hochladen | Ehem. Stiftungshaus hll. Florian und Sebastian HERIS-ID: 11032 Objekt-ID: 7101                  | Pfarrplatz 13 Standort KG: Krems                     | Das ehemalige Stiftungshaus hl. Florian und Sebastian ist ein schlichter Bau, im Kern aus dem 15./16. Jahrhundert, mit steilem Satteldach und einem Steinkreuz am First. | BDA-Hist.: Q38087881 Status: Bescheid Stand der BDA-Liste: 2025-06-30 Name: Ehem. Stiftungshaus hll. Florian und Sebastian GstNr.: .85                                                        |
| ja    | Datei hochladen | Bürgerhaus HERIS-ID: 11023 Objekt-ID: 7092                                                      | Pfarrplatz 14 Standort KG: Krems                     | Das dreigeschoßige Bürgerhaus Margarethenplatz 1/Pfarrplatz 14 ist durch ein Dachspeichergeschoß und ein Doppelschopfdach gedeckt. Zum Pfarrplatz zeigt es eine mehrfach geknickte Front mit gemalten Eckquadern, Gesimsbändern und Fensterumrahmungen. Die Fenstergewände im zweiten Obergeschoß sind spätgotisch. Hofseitig gibt es einen Arkadengang, spätgotische Fenstergewände und eine rundbogige Dachspeicheröffnung. Das erste Obergeschoß verfügt über spitzbogige Kreuzgratgewölbe. | BDA-Hist.: Q38087642 Status: Bescheid Stand der BDA-Liste: 2025-06-30 Name: Bürgerhaus GstNr.: .84                                                                                            |
| ja    | Datei hochladen | Bürgerhaus, ehem. Römisches Handelshaus HERIS-ID: 11024 Objekt-ID: 7093                         | Pfarrplatz 15 Standort KG: Krems                     | Das ehemalige Römische Handelshaus ist ein repräsentativer Renaissancebau aus der zweiten Hälfte des 16. Jahrhunderts, ursprünglich dreigeschoßig mit überhöhter Blendfassade, der 1905 ein viertes Obergeschoß mit Flachdach sowie eine Fassadierung durch Putzquader erhielt. Auf einem gebuckelten Anlauf und figuralen Konsolen erhebt sich ein runder, durch Gesimse gegliederter, zweigeschoßiger Eckerker. An den beiden Fronten befindet sich je ein über zwei Geschoße reichender Flacherker auf erneuerten Konsolen. Die Fensterumrahmungen sind profiliert. Innen sind Tonnengewölbe mit Stichkappen zu sehen sowie Reste eines Deckenmedaillons. | BDA-Hist.: Q38087651 Status: Bescheid Stand der BDA-Liste: 2025-06-30 Name: Bürgerhaus, ehem. Römisches Handelshaus GstNr.: .71                                                               |
| ja    | Datei hochladen | Miethaus HERIS-ID: 11025 Objekt-ID: 7094                                                        | Pfarrplatz 16 Standort KG: Krems                     | Das Miethaus Pfarrplatz 16 ist ein breit gelagerter, viergeschoßiger Bau mit klassizistischer Fassade aus der Zeit um 1800, mit einem Baukern aus dem 16. Jahrhundert. Es entstand zwischen 1720 und 1769 durch die Zusammenlegung von vier Häusern. Der Bau zeigt eine betonte Vertikalgliederung durch Lisenen und ein genutetes Erdgeschoß. Im ersten Obergeschoß sind Fensterlunetten mit Muscheldekor zu sehen; über dem Mittelfenster mit Merkurstab und Delphinen. An der Fassade befindet sich eine freigelegte, vermutlich später eingemauerte Renaissancespolie mit Rankendekor. | BDA-Hist.: Q38087669 Status: Bescheid Stand der BDA-Liste: 2025-06-30 Name: Miethaus GstNr.: .72                                                                                              |
| ja    | Datei hochladen | Piaristenkirche Unsere liebe Frau HERIS-ID: 10977 Objekt-ID: 7046                               | Piaristengasse, Frauenbergplatz 7 Standort KG: Krems | Die Piaristenkirche Zu Unserer Lieben Frau ist eine spätgotische Hallenkirche mit einem im Kern romanischen Westturm. Ihr hohes, spätgotisches Langhaus und der eingezogene, spätgotische Chor werden durch kleine Satteldächer und einen kleinen, barocken, zwiebelhelmbekrönten östlichen Dachreiter gedeckt. Die Seiten des Langhauses und der Chor verfügen über kräftig übergiebelte, von Wasserschlägen gegliederte Strebepfeiler, umlaufendes Kaffgesims und dreibahnige Maßwerkfenster. Nordseitig am Chor liegen zweigeschoßige Sakristeianbauten. Im Westen erhebt sich der im Kern romanische Turm. Im südlichen Zwickel befindet sich ein zylindrischer Treppenturm. Das Hauptportal der Kirche in der Langhausrückwand liegt unter einem netzrippengewölbten, zwischen die Strebepfeiler gespannten Vordach.                                                                  | BDA-Hist.: Q2091898 Status: Bescheid Stand der BDA-Liste: 2025-06-30 Name: Piaristenkirche Unsere liebe Frau GstNr.: .111, .119 Piarist church Krems                                          |
| ja    | Datei hochladen | Ehem. Piaristenkolleg HERIS-ID: 10976 Objekt-ID: 7045                                           | Piaristengasse 1 Standort KG: Krems                  | Das ehemalige Piaristenkolleg wurde 1636–1641 nach Plänen von Cypriano Biasino (?) als Jesuitenkonvent errichtet. Die dreigeschoßige, U-förmige Dreiflügelanlage verfügt über einen Hof, der an der Ostseite durch einen eingeschoßigen Verbindungsgang aus dem frühen 18. Jahrhundert abgeschlossen ist. | BDA-Hist.: Q38086780 Status: Bescheid Stand der BDA-Liste: 2025-06-30 Name: Ehem. Piaristenkolleg GstNr.: 25 Piaristenkolleg Krems                                                            |
| ja    | Datei hochladen | Piaristengymnasium HERIS-ID: 10975 Objekt-ID: 7044                                              | Piaristengasse 2 Standort KG: Krems                  | Das Schulgebäude an der Südseite der Piaristengasse wurde 1616 als Jesuitengymnasium gegründet und beherbergte von 1776 bis 1871 das Gymnasium der Piaristen. Der lang gestreckte, zweigeschoßige Bau verfügt über eine Schmalfront zum Hohen Markt mit Volutengiebelbekrönung und schlichter Fassade mit geputzter Ortsteinquaderung und erneuerten Faschen. Das Nordportal zeigt eine profilierte Ohrenrahmung und einen gesprengten Segmentbogengiebel. Im ersten Obergeschoß befinden sich teilweise Kreuzgrat- und Stichkappengewölbe mit angeputzten Graten. | BDA-Hist.: Q18018883 Status: Bescheid Stand der BDA-Liste: 2025-06-30 Name: Piaristengymnasium GstNr.: .121 Piaristengymnasium Krems                                                          |
| ja    | Datei hochladen | Stiegenanlage, Piaristenstiege HERIS-ID: 11309 Objekt-ID: 7394                                  | Piaristenstiege 1 Standort KG: Krems                 | Die steil gedeckte Piaristenstiege führt vom Pfarrplatz zur Piaristenkirche. Gegenüber der Kirche befindet sich ein frühbarockes Portal mit Ohrenrahmung und einem Wappen mit unleserlicher Inschrift. | BDA-Hist.: Q38096166 Status: Bescheid Stand der BDA-Liste: 2025-06-30 Name: Stiegenanlage, Piaristenstiege GstNr.: .97                                                                        |
| ja    | Datei hochladen | Bürgerhaus HERIS-ID: 11306 Objekt-ID: 7391                                                      | Piaristenstiege 2 Standort KG: Krems                 | Die Häuser in der Piaristenstige 2 und 4 (im 19. Jahrhundert unter der Konskriptionsnummer 248 verzeichnet), 1404 als altes mesnerhaws (‚altes Mesnerhaus‘) erwähnt, wurden 1559 von einer Corpus-Christi-Bruderschaft gekauft und von dieser als Stiftshaus genutzt. Auch im Pfarrgrundbuch von 1610 findet sich eine Erwähnung als Corpus-Christi-Stiftshaus. Aus dem Jahr 1739 ist dokumentiert, dass das „neben der Freydhofmauer derer Jesuiten und St. Frauen gelegene Stiftshaus“ für 400 Gulden an eine verwitwete Pfarrmesnerin verkauft wurde, danach scheinen weitere private Besitzer auf. | BDA-Hist.: Q38096066 Status: Bescheid Stand der BDA-Liste: 2025-06-30 Name: Bürgerhaus GstNr.: .95/2                                                                                          |
| ja    | Datei hochladen | Bürgerhaus HERIS-ID: 11308 Objekt-ID: 7393                                                      | Piaristenstiege 3 Standort KG: Krems                 | Das Bürgerhaus Piaristenstiege 3 ist ein giebelständiger Bau mit Schopfwalmdach, der im Kern aus dem 16. Jahrhundert stammt. | BDA-Hist.: Q38096142 Status: Bescheid Stand der BDA-Liste: 2025-06-30 Name: Bürgerhaus GstNr.: .98/1                                                                                          |
| ja    | Datei hochladen | Wohnhaus HERIS-ID: 11307 Objekt-ID: 7392                                                        | Piaristenstiege 4 Standort KG: Krems                 | Die Häuser in der Piaristenstige 2 und 4 (im 19. Jahrhundert unter der Konskriptionsnummer 248 verzeichnet), 1404 als altes mesnerhaws (‚altes Mesnerhaus‘) erwähnt, wurden 1559 von einer Corpus-Christi-Bruderschaft gekauft und von dieser als Stiftshaus genutzt. Auch im Pfarrgrundbuch von 1610 findet sich eine Erwähnung als Corpus-Christi-Stiftshaus. Aus dem Jahr 1739 ist dokumentiert, dass das „neben der Freydhofmauer derer Jesuiten und St. Frauen gelegene Stiftshaus“ für 400 Gulden an eine verwitwete Pfarrmesnerin verkauft wurde, danach scheinen weitere private Besitzer auf. | BDA-Hist.: Q38096103 Status: Bescheid Stand der BDA-Liste: 2025-06-30 Name: Wohnhaus GstNr.: .95/1                                                                                            |
| ja    | Datei hochladen | Wohnhaus HERIS-ID: 11304 Objekt-ID: 7389                                                        | Piaristenstiege 5 Standort KG: Krems                 | Das Wohnhaus Piaristenstiege 5 verfügt über eine gegen Osten gebogene Front. Im Häuserverzeichnis von 1745 heißt es: „Dieses Haus ist ein Giltel, liegt im Landhaus ein, zahlt seine Steuern dahin und ist dem Kammeramt Krems untertänig.“ | BDA-Hist.: Q38096008 Status: Bescheid Stand der BDA-Liste: 2025-06-30 Name: Wohnhaus GstNr.: .96                                                                                              |
| ja    | Datei hochladen | Figur Mandl ohne Kopf HERIS-ID: 64816 Objekt-ID: 77576                                          | gegenüber Pulverturmgasse 9a Standort KG: Krems      | Das Mandl ohne Kopf ist eine Rolandsfigur und entstand Ende des 16. Jahrhunderts. Es wurde 1988 vom Kremser Verschönerungsverein restauriert. | BDA-Hist.: Q38108317 Status: § 2a Stand der BDA-Liste: 2025-06-30 Name: Figur Mandl ohne Kopf GstNr.: 3199/14                                                                                 |
| ja    | Datei hochladen | Pulverturm und anschließende Stadtmauer HERIS-ID: 4719 Objekt-ID: 575                           | Pulverturmgasse 9 Standort KG: Krems                 | Der 1477 errichtete Pulverturm ist ein Rundturm aus Bruchstein, der sich nach oben hin leicht verjüngt. Er hat ein Kegeldach, profiliertes Gesims sowie flachbogige und rechteckige Fensterluken vom Umbau im 18. Jahrhundert. | BDA-Hist.: Q1289152 Status: Bescheid Stand der BDA-Liste: 2025-06-30 Name: Pulverturm und anschließende Stadtmauer GstNr.: .137/3, 3199/14 Pulverturm (Krems)                                 |
| ja    | Datei hochladen | Bundesrealgymnasium HERIS-ID: 16996 Objekt-ID: 13265                                            | Ringstraße 33 Standort KG: Krems                     | Das in den Jahren 1863 bis 1865 nach Plänen von Eduard Kaiser errichtete Gebäude des Bundesrealgymnasiums ist ein großer, blockhafter Komplex. Es verfügt über einen Mittelrisalit mit Pilasterordnung, Eckrisalite und eine erneuerte Rückfront. | BDA-Hist.: Q1006590 Status: § 2a Stand der BDA-Liste: 2025-06-30 Name: Bundesrealgymnasium GstNr.: .408/9 Bundesrealgymnasium Krems                                                           |
| ja    | Datei hochladen | Kammer der gewerblichen Wirtschaft für NÖ HERIS-ID: 17001 Objekt-ID: 13271                      | Ringstraße 40 Standort KG: Krems                     | Das sogenannte Gewerbevereinshaus wurde 1912 von Gustav Bamberger errichtet. Der Wohn- und Bürohauskomplex zeigt verschiedene Stilrichtungen, darunter Secessionismus, Heimatstil und früher Expressionismus. Außen sind polygonale Eckerker, Giebelrisalite, Zopfdekor und gotisierende Fenster zu sehen. Im Foyer befindet sich eine repräsentative Marmortreppe. In einer Flachnische steht eine mit F(ranz) Barwig bezeichnete Büste von Kaiser Franz Joseph aus dem Jahr 1912. Bis 2011 war in dem Gebäude die Wirtschaftskammer untergebracht. | BDA-Hist.: Q37833508 Status: Bescheid Stand der BDA-Liste: 2025-06-30 Name: Kammer der gewerblichen Wirtschaft für NÖ GstNr.: .330/3 Ringstraße 40, Krems                                     |
| ja    | Datei hochladen | Miethaus, ehem. Vorschußverein HERIS-ID: 17005 Objekt-ID: 13275                                 | Ringstraße 44 Standort KG: Krems                     | Das Miethaus Ringstraße 44 wurde 1868/1870 von Josef Utz dem Älteren errichtet. Die Fassadierung erfolgte nach Plänen von Eduard Kaiser. Die Fassade des palaisartigen, strenghistoristischen Baus verfügt über ionische und korinthische Pilasterordnung in den beiden Hauptgeschoßen, ein Portal mit toskanischen Säulen und Balkon, sowie über Seitenrisalite mit Balustradenerker. Im Inneren sind Türflügel mit geätzten Fenstern zu sehen. | BDA-Hist.: Q37833517 Status: § 2a Stand der BDA-Liste: 2025-06-30 Name: Miethaus, ehem. Vorschußverein GstNr.: .408/8                                                                         |
| ja    | Datei hochladen | Miethaus HERIS-ID: 17010 Objekt-ID: 13280                                                       | Ringstraße 54 Standort KG: Krems                     | Das späthistoristische Miethaus Ringstraße 54 wurde um 1890/1900 errichtet. Es verfügt über ein gekapptes Pyramidendach, ein Säulenportal und einen Balusterbalkon. Einige Türflügel, die kannelierten Stuckpilaster im Flur und die geätzten Fenster sind Elemente der Originalausstattung. | BDA-Hist.: Q37833537 Status: § 2a Stand der BDA-Liste: 2025-06-30 Name: Miethaus GstNr.: .746                                                                                                 |
| ja    | Datei hochladen | Wohnhaus HERIS-ID: 11270 Objekt-ID: 7353                                                        | Sängerhof 3 Standort KG: Krems                       | Das Wohnhaus Sängerhof 3, einst mit dem Haus Sängerhof 5 eine Einheit bildend und 1433 als Zwölfbotenhaus erwähnt, war im Rahmen einer im 14. Jahrhundert gegründeten Stiftung für den Kaplan bestimmt, der mit der Abhaltung der täglichen Frühmesse betraut war. Nach Auflösung der Stiftung im Jahr 1795 wurde das Haus geteilt in Privatbesitz verkauft. | BDA-Hist.: Q38094481 Status: Bescheid Stand der BDA-Liste: 2025-06-30 Name: Wohnhaus GstNr.: .91                                                                                              |
| ja    | Datei hochladen | Wohnhaus HERIS-ID: 11271 Objekt-ID: 7354                                                        | Sängerhof 5 Standort KG: Krems                       | Das Wohnhaus Sängerhof 5, einst mit dem Haus Sängerhof 3 eine Einheit bildend und 1433 als Zwölfbotenhaus erwähnt, war im Rahmen einer im 14. Jahrhundert gegründeten Stiftung für den Kaplan bestimmt, der mit der Abhaltung der täglichen Frühmesse betraut war. Nach Auflösung der Stiftung im Jahr 1795 wurde das Haus geteilt in Privatbesitz verkauft. | BDA-Hist.: Q38094539 Status: Bescheid Stand der BDA-Liste: 2025-06-30 Name: Wohnhaus GstNr.: .94                                                                                              |
| ja    | Datei hochladen | Wohnhaus HERIS-ID: 11272 Objekt-ID: 7355                                                        | Sängerhof 7 Standort KG: Krems                       | Das Wohnhaus Sängerhof 7 gehörte einst als St.-Andreas-Stift zu einer 1457 von dem Kremser Bürger Niklas Pfleger gegründeten Stiftung und war zusammen mit einem dazugehörigen Getreidekasten ein Lehen der Bürgerschaft. 1559, zur Zeit der Reformation, war in dem Haus ein Schulmeister untergebracht. Ab 1745 sind private Besitzer dokumentiert. | BDA-Hist.: Q38094595 Status: Bescheid Stand der BDA-Liste: 2025-06-30 Name: Wohnhaus GstNr.: .93                                                                                              |
| ja    | Datei hochladen | Anlage Kath. Pfarrkirche St. Paul mit Pfarrzentrum HERIS-ID: 206170seit 2022                    | Sankt-Paul-Gasse 1 Standort KG: Krems                | Die Kirche wurde 1977–1980 von Josef Patzelt erbaut. Sie bildet mit dem Pfarrzentrum einen Gebäudekomplex. | BDA-Hist.: Q1550009 Status: Bescheid Stand der BDA-Liste: 2025-06-30 Name: Anlage Kath. Pfarrkirche St. Paul mit Pfarrzentrum GstNr.: 3364/91 St. Paul (Krems an der Donau)                   |
| ja    | Datei hochladen | Dr. Karl Renner Hof HERIS-ID: 67858 Objekt-ID: 80839                                            | Scheidtenbergerstraße 3 Standort KG: Krems           | Der Dr.-Karl-Renner-Hof wurde von der Donau-Ennstaler-Siedlungs Aktiengesellschaft unter dem Bürgermeister Wilhelm Röder in den Jahren 1950 bis 1954 errichtet. Die Anlage steht auf mehreren Grundstücksnummern. | BDA-Hist.: Q38117705 Status: § 2a Stand der BDA-Liste: 2025-06-30 Name: Dr. Karl Renner Hof GstNr.: 3129/3 Dr.-Karl-Renner-Hof, Krems                                                         |
| ja    | Datei hochladen | Bürgerhaus HERIS-ID: 11015 Objekt-ID: 7084                                                      | Schlüsselamtsgasse 2 Standort KG: Krems              | Das Eckhaus Schlüsselamtsgasse 2 ist ein zweigeschoßiger Bau mit Walmdach. Es stammt im Kern aus der ersten Hälfte des 16. Jahrhunderts. An der gekrümmten Gassenfront erhebt sich auf Konsolen das vorkragende Obergeschoß. Innen befinden sich tonnengewölbte Räume. | BDA-Hist.: Q38087511 Status: Bescheid Stand der BDA-Liste: 2025-06-30 Name: Bürgerhaus GstNr.: .4                                                                                             |
| ja    | Datei hochladen | Ehem. Schlüsselamt HERIS-ID: 11303 Objekt-ID: 7388                                              | Schlüsselamtsgasse 6 Standort KG: Krems              | Das ehemalige Schlüsselamtsgebäude stammt im Kern aus dem späten 16. Jahrhundert. Es wurde in der zweiten Hälfte des 19. Jahrhunderts aufgestockt und umgebaut. Seine glatte Front verfügt über spätbarocken Parapetdekor. Im Inneren gibt es tonnengewölbte Räume, zum Teil auch mit Stichkappen und Kreuzgratgewölbe. | BDA-Hist.: Q38095984 Status: Bescheid Stand der BDA-Liste: 2025-06-30 Name: Ehem. Schlüsselamt GstNr.: .7                                                                                     |
| ja    | Datei hochladen | Wohnhaus HERIS-ID: 11299 Objekt-ID: 7384                                                        | Schmelzgasse 2 Standort KG: Krems                    | | BDA-Hist.: Q38095895 Status: Bescheid Stand der BDA-Liste: 2025-06-30 Name: Wohnhaus GstNr.: .10/4                                                                                            |
| ja    | Datei hochladen | Wohnhaus HERIS-ID: 11300 Objekt-ID: 7385                                                        | Schmelzgasse 4 Standort KG: Krems                    | | BDA-Hist.: Q38095940 Status: Bescheid Stand der BDA-Liste: 2025-06-30 Name: Wohnhaus GstNr.: .10/4                                                                                            |
| ja    | Datei hochladen | Bürgerhaus HERIS-ID: 11293 Objekt-ID: 7378                                                      | Schmidgasse 3 Standort KG: Krems                     | Das Bürgerhaus Schmidgasse 3 stammt im Kern aus dem 16./17. Jahrhundert. Der vierachsige Bau verfügt über eine barocke Stuckfassade: ein genutetes Obergeschoß mit Doppellisenengliederung und Bandlwerkdekor sowie ein Korbbogenportal mit barockem Lunettengitter. Im Inneren befinden sich ein tonnengewölbter Flur und kreuzgratgewölbte Räume. | BDA-Hist.: Q38095653 Status: Bescheid Stand der BDA-Liste: 2025-06-30 Name: Bürgerhaus GstNr.: .349                                                                                           |
| ja    | Datei hochladen | Bürgerhaus HERIS-ID: 11292 Objekt-ID: 7377                                                      | Schmidgasse 4 Standort KG: Krems                     | Rückseite des Hauses Obere Landstraße 32, siehe dort. | BDA-Hist.: Q38095598 Status: Bescheid Stand der BDA-Liste: 2025-06-30 Name: Bürgerhaus GstNr.: .15                                                                                            |
| ja    | Datei hochladen | Bürgerhaus HERIS-ID: 11291 Objekt-ID: 7376                                                      | Schmidgasse 5 Standort KG: Krems                     | | BDA-Hist.: Q38095564 Status: Bescheid Stand der BDA-Liste: 2025-06-30 Name: Bürgerhaus GstNr.: .350                                                                                           |
| ja    | Datei hochladen | Miethaus HERIS-ID: 11240 Objekt-ID: 7321                                                        | Schmidgasse 7 Standort KG: Krems                     | Das Haus in der Schmidgasse 7 hat eine schlichte späthistoristische Fassade. | BDA-Hist.: Q38093163 Status: Bescheid Stand der BDA-Liste: 2025-06-30 Name: Miethaus GstNr.: .351                                                                                             |
| ja    | Datei hochladen | Bürgerhaus HERIS-ID: 11221 Objekt-ID: 7301                                                      | Schmidgasse 9 Standort KG: Krems                     | Das Bürgerhaus Schmidgasse 9 hat einen Kern aus dem 16. Jahrhundert und eine spätbarocke Fassade von Ende des 18. Jahrhunderts mit Lisenengliederung, Putzquaderung und Schabrackendekor. | BDA-Hist.: Q38092712 Status: Bescheid Stand der BDA-Liste: 2025-06-30 Name: Bürgerhaus GstNr.: .352/1                                                                                         |
| ja    | Datei hochladen | Bürgerhaus HERIS-ID: 11208 Objekt-ID: 7286                                                      | Schmidgasse 11 Standort KG: Krems                    | Das im Kern aus dem 16. Jahrhundert stammende Bürgerhaus Schmidgasse 11 hat ein Schopfwalmdach mit Stirnmauer und eine schlichte Fassade aus dem 19. Jahrhundert. | BDA-Hist.: Q38092122 Status: Bescheid Stand der BDA-Liste: 2025-06-30 Name: Bürgerhaus GstNr.: .353                                                                                           |
| ja    | Datei hochladen | Bürgerhaus HERIS-ID: 11209 Objekt-ID: 7287                                                      | Schmidgasse 13 Standort KG: Krems                    | Das im Kern aus dem 16. Jahrhundert stammende, giebelständige Bürgerhaus Schmidgasse 13 hat eine schlichte Fassade und ein kreuzgratgewölbtes Erdgeschoß. | BDA-Hist.: Q38092130 Status: Bescheid Stand der BDA-Liste: 2025-06-30 Name: Bürgerhaus GstNr.: .354                                                                                           |
| ja    | Datei hochladen | Bürgerhaus HERIS-ID: 11290 Objekt-ID: 7375                                                      | Schmidgasse 15 Standort KG: Krems                    | Das Bürgerhaus in der Schmidgasse 15 hat einen Schopfwalmgiebel mit Stirnmauer und eine schlichte Fassade. | BDA-Hist.: Q38095521 Status: Bescheid Stand der BDA-Liste: 2025-06-30 Name: Bürgerhaus GstNr.: .355                                                                                           |
| ja    | Datei hochladen | Wohn- und Geschäftshaus, Anna Lambert-Gedächtnisort HERIS-ID: 11184 Objekt-ID: 7261             | Schwedengasse 2 Standort KG: Krems                   | Im Wohn- und Geschäftshaus Schwedengasse 2 befindet sich ein Gedächtnisort zur Erinnerung an Anna Lambert, geb. Kohn (1907–1993), die hier bis zur Flucht 1939 ihre Kindheit und Jugend verbracht hatte. | BDA-Hist.: Q38091623 Status: Bescheid Stand der BDA-Liste: 2025-06-30 Name: Wohn- und Geschäftshaus, Anna Lambert-Gedächtnisort GstNr.: .347/1                                                |
| ja    | Datei hochladen | Bürgerhaus HERIS-ID: 11183 Objekt-ID: 7260                                                      | Schwedengasse 3 Standort KG: Krems                   | Das Bürgerhaus an der Ecke Schwedengasse 3/Gartengasse stammt im Kern aus der zweiten Hälfte des 16. Jahrhunderts/dem frühen 17. Jahrhundert. Es verfügt über einen schmalen übergiebelten Risalit und ein Renaissanceportal mit Späher. | BDA-Hist.: Q38091612 Status: Bescheid Stand der BDA-Liste: 2025-06-30 Name: Bürgerhaus GstNr.: .232/1                                                                                         |
| ja    | Datei hochladen | Ehem. Scharfrichterhaus, Freimannhaus HERIS-ID: 11186 Objekt-ID: 7263                           | Schwedengasse 4 Standort KG: Krems                   | Das ehemalige Scharfrichterhaus ist ein aus der von der Stadtmauer gegebenen Straßenflucht vorspringender, zweigeschoßiger, traufständiger Bau mit Ortsteinputz und gekehlten Sohlbänken, errichtet im 16. Jahrhundert. | BDA-Hist.: Q38091635 Status: Bescheid Stand der BDA-Liste: 2025-06-30 Name: Ehem. Scharfrichterhaus, Freimannhaus GstNr.: .345/1                                                              |
| ja    | Datei hochladen | Miethaus HERIS-ID: 11187 Objekt-ID: 7264                                                        | Schwedengasse 5 Standort KG: Krems                   | Das Miethaus Schwedengasse 5 hat eine frühhistoristische Fassade aus der Zeit um 1860. Im Hof ist ein gotischer Kragstein zu sehen sowie eine mit 1560 bezeichnete Steintafel. | BDA-Hist.: Q38091655 Status: Bescheid Stand der BDA-Liste: 2025-06-30 Name: Miethaus GstNr.: .344                                                                                             |
| ja    | Datei hochladen | Weinhauskreuz HERIS-ID: 59243 Objekt-ID: 70334                                                  | bei Sigleithenstraße 63 Standort KG: Krems           | Der Rokoko-Nischenbildstock mit rechteckigem Fundament wird auf die Zeit um 1750 datiert. Die von zwei Pilastern flankierte untere Nische enthält die Inschrift „Weinhauskreuz – Die Lehner von Weinzierl“ und einen kleineren Text, der nicht mehr lesbar ist. Über dieser Nische befindet sich eine vorkragende Deckplatte mit Gesims und schmalem Blechdach, darauf ein Volutenaufsatz mit einer gefaschten Rundbogennische, die ein volkstümliches ploychromes Gnadenstuhlgemälde vom Typ Sonntagsberg zeigt. Den Abschluss bildet ein ziegelgedeckter Segmentgiebel mit Doppelkreuz, der auf einem Gesims mit Blechverdachung ruht. | BDA-Hist.: Q38086439 Status: § 2a Stand der BDA-Liste: 2025-06-30 Name: Weinhauskreuz GstNr.: 3219/5                                                                                          |
| ja    | Datei hochladen | Wohnhaus HERIS-ID: 11182 Objekt-ID: 7258                                                        | Spänglergasse 3 Standort KG: Krems                   | Das Wohnhaus Spänglergasse 3 verfügt über eine dreigeschoßige Fassade mit schlichtem späthistoristischem Dekor aus der zweiten Hälfte des 19. Jahrhunderts. | BDA-Hist.: Q38091601 Status: Bescheid Stand der BDA-Liste: 2025-06-30 Name: Wohnhaus GstNr.: .206                                                                                             |
| ja    | Datei hochladen | Miethaus HERIS-ID: 11188 Objekt-ID: 7265                                                        | Sparkassengasse 4 Standort KG: Krems                 | | BDA-Hist.: Q38091665 Status: Bescheid Stand der BDA-Liste: 2025-06-30 Name: Miethaus GstNr.: .223/2                                                                                           |
| ja    | Datei hochladen | Wohnhaus HERIS-ID: 11026 Objekt-ID: 7095                                                        | Spitalgasse 6 Standort KG: Krems                     | Das zweistöckige Haus in der Spitalgasse 6 wurde 2005 im Zuge der Errichtung der Wohnanlage Spitalgasse 6–8 einer grundlegenden Adaptierung unterzogen. In Zusammenarbeit mit dem Bundesdenkmalamt konnten dabei unter anderem an der Südseite Renaissance-Details freigelegt und restauratorisch ausgestaltet werden. Das Projekt wurde 2006 mit dem Niederösterreichischen Baupreis ausgezeichnet. | BDA-Hist.: Q38087710 Status: Bescheid Stand der BDA-Liste: 2025-06-30 Name: Wohnhaus GstNr.: .245                                                                                             |
| ja    | Datei hochladen | Wohnhaus HERIS-ID: 11378 Objekt-ID: 7465                                                        | Stiftgasse 4 Standort KG: Krems                      | Das giebelständige Wohnhaus in der Stiftgasse 4 verfügt über eine Fassade mit Ritzquaderung. Das Haus wurde 1804 von Nummer 2 abgetrennt und weitgehend umgestaltet. | BDA-Hist.: Q38098837 Status: Bescheid Stand der BDA-Liste: 2025-06-30 Name: Wohnhaus GstNr.: .149                                                                                             |
| ja    | Datei hochladen | Wohnhaus HERIS-ID: 11379 Objekt-ID: 7466                                                        | Stiftgasse 6 Standort KG: Krems                      | 1998 wurde das Haus archäologisch untersucht. „Das Anwesen […] dürfte in seiner Grundstruktur aus einem mittelalterlichen rechteckigen Wohnbau mit Keller entstanden sein und durch Um- und Ausbauten seine heutige Form erhalten haben.“ Das in der 35 m² großen Stube verwendete Tannen- und Fichtenholz wurde dendrochronologisch auf die Zeit von 1447 bis 1491 datiert. Eck- und Wandsteher, Balkenkranz und Decke sind noch im Original erhalten. Bei Grabungen im Garten konnten Funde vom 11. bis ins 18. Jahrhundert dokumentiert werden, der Hauptteil aus dem späten Mittelalter. | BDA-Hist.: Q38098872 Status: Bescheid Stand der BDA-Liste: 2025-06-30 Name: Wohnhaus GstNr.: .147                                                                                             |
| ja    | Datei hochladen | Ehem. Engelhartszeller Stiftshof HERIS-ID: 11284 Objekt-ID: 7368                                | Stöhrgasse 2 Standort KG: Krems                      | Das ehemalige Stiftshaus in der Stöhrgasse 2 ist ein Bau des 16./17. Jahrhunderts mit barocker Fassade von 1736. Es zeigt eine zehnachsige dreigeschoßige gekrümmte Front und ist durch Lisenen sowie alternierende rundbogige und geknickte Fensterverdachungen und einen Giebelaufsatz mit Voluten gegliedert. Über dem Portal befindet sich eine mit 1736 bezeichnete Stuckkartusche. Fast vollständig zerstört sind die Medaillons an der Fassade und die Deckenspiegel im Treppenhaus. Der Hofflügel ist mit Pfeilerarkaden ausgestattet. | BDA-Hist.: Q38095131 Status: Bescheid Stand der BDA-Liste: 2025-06-30 Name: Ehem. Engelhartszeller Stiftshof GstNr.: .101/1, .101/2                                                           |
| ja    | Datei hochladen | Bürgerhaus HERIS-ID: 11302 Objekt-ID: 7387                                                      | Stöhrgasse 4 Standort KG: Krems                      | Das ehemalige Stiftshaus St. Nikolaus und Paulus ist ein zweigeschoßiger mittelalterlicher Bau mit gekrümmter Front. Die Fassade mit vorkragendem Obergeschoß wurde 1981 basierend auf einer alten Ansicht rekonstruiert. Im Erdgeschoß befinden sich zum Teil platzlgewölbte Räume; im Obergeschoß spätgotische Spitztonnengewölbe. | BDA-Hist.: Q38095963 Status: Bescheid Stand der BDA-Liste: 2025-06-30 Name: Bürgerhaus GstNr.: .102/1                                                                                         |
| ja    | Datei hochladen | Stiftshaus St. Paul HERIS-ID: 10825 Objekt-ID: 6890                                             | Stöhrgasse 12 Standort KG: Krems                     | Das Stiftshaus St. Paul ist ein schlichter, eingeschoßiger Bau, mit Kern aus dem späten 16. Jahrhundert, der sich auf einem hohen Kellersockel erhebt. | BDA-Hist.: Q38082366 Status: Bescheid Stand der BDA-Liste: 2025-06-30 Name: Stiftshaus St. Paul GstNr.: .103/3                                                                                |
| ja    | Datei hochladen | Wohn- und Geschäftshaus, ehem. Brauhaus HERIS-ID: 17052 Objekt-ID: 13323                        | Südtirolerplatz 2 Standort KG: Krems                 | Das Wohn- und Geschäftshaus ist ein ehemaliges Brauhaus. Anmerkung: Identadresse Schwedengasse 2a | BDA-Hist.: Q37833563 Status: Bescheid Stand der BDA-Liste: 2025-06-30 Name: Wohn- und Geschäftshaus, ehem. Brauhaus GstNr.: .391                                                              |
| ja    | Datei hochladen | Turnerkreuz HERIS-ID: 59216 Objekt-ID: 70289                                                    | bei Am Turnerberg 3 Standort KG: Krems               | Das Turnerkreuz steht unmittelbar bei der Toreinfahrt des Hauses Turnerberg 3. Inschrift „T . PP. Z . S . 1648“. Das Turnerkreuz ist restauriert und in gutem Zustand. | BDA-Hist.: Q38086297 Status: Bescheid Stand der BDA-Liste: 2025-06-30 Name: Turnerkreuz GstNr.: 944                                                                                           |
| ja    | Datei hochladen | Steiner Tor HERIS-ID: 11014 Objekt-ID: 7083                                                     | Südtirolerplatz 1 Standort KG: Krems                 | Das Steiner Tor am westlichen Ende der Oberen Landstraße ist als einziges von vier Stadttoren erhalten. Der mächtige Rechteckturm mit breiter Durchfahrt stammt im Kern aus der Zeit um 1480. Über der Bauinschrift sind drei große gemalte Wappen von 1756 zu sehen. Aus demselben Jahr stammt der barocke, achtseitige Aufsatz mit Pilaster, Gesimsgliederung und Uhrengiebeln, der von einem Laternenhelm des 19. Jahrhunderts bekrönt wird. Seitlich befinden sich zwei runde Flankentürme mit steilen Kegeldächern. Der linke Flankenturm verfügt über türmchenartige, zinnenbekrönte Lukarnen auf spätgotischen Konsolen. Ein in den Turm eingemauerter Hochwassergedenkstein verweist auf das Jahr 1573. | BDA-Hist.: Q2340516 Status: Bescheid Stand der BDA-Liste: 2025-06-30 Name: Steiner Tor GstNr.: .347/2 Steiner Tor, Krems                                                                      |
| ja    | Datei hochladen | Landesgerichtsgebäude Krems HERIS-ID: 17053 Objekt-ID: 13324                                    | Südtirolerplatz 3 Standort KG: Krems                 | Das Gerichtsgebäude am Südtiroler Platz, errichtet in den Jahren 1930 bis 1933 nach Plänen von Franz Sturm, ist eine ausgedehnte, unregelmäßige Anlage um zwei Höfe. Der asymmetrische Baukomplex besteht aus drei geschlossenen Trakten. Der Trakt an der Wichnerstraße verfügt über einen turmartigen Abschluss und vorgezogene, mächtige Erdgeschoßarkaden und vier Gusssteinfiguren, die mit Josef Horak 1932 und Christian Volmayer 1932 bezeichnet sind. Die südwestliche Ecke und die nördliche Front sind durch Stiegentürme akzentuiert. Das Innere verfügt zum Teil noch über die Originalausstattung (Foyer mit Schwingtüren, gemauerte Treppenwangen mit originalem Handlauf, Beleuchtung). Der Vorraum des Schwurgerichtssaals zeigt im Obergeschoß Wandmalereien mit Darstellung der Sieben Laster von Leopold Schmidt aus dem Jahr 1932.                                    | BDA-Hist.: Q37833574 Status: Bescheid Stand der BDA-Liste: 2025-06-30 Name: Landesgerichtsgebäude Krems GstNr.: .1019/2 Landesgericht Krems an der Donau                                      |
| ja    | Datei hochladen | Bürgerhaus HERIS-ID: 11189 Objekt-ID: 7266                                                      | Täglicher Markt 3 Standort KG: Krems                 | Das im Kern aus dem 16. Jahrhundert stammende Bürgerhaus Täglicher Markt 3 verfügt über ein Dachspeichergeschoß, ein Doppelschopfdach und eine stark erneuerte Fassadierung des 18. Jahrhunderts. | BDA-Hist.: Q38091691 Status: Bescheid Stand der BDA-Liste: 2025-06-30 Name: Bürgerhaus GstNr.: .250                                                                                           |
| ja    | Datei hochladen | Bürgerhaus HERIS-ID: 11190 Objekt-ID: 7267                                                      | Täglicher Markt 4 Standort KG: Krems                 | | BDA-Hist.: Q38091716 Status: Bescheid Stand der BDA-Liste: 2025-06-30 Name: Bürgerhaus GstNr.: .248/1                                                                                         |
| ja    | Datei hochladen | Bürgerhaus HERIS-ID: 11028 Objekt-ID: 7097                                                      | Täglicher Markt 5 Standort KG: Krems                 | Die Hausanlage Täglicher Markt 5 wurde Ende des 16. Jahrhunderts errichtet. Sie hat eine breite, neunachsige, reiche barocke Fassade und ein Mansardenwalmdach. Die Obergeschoße sind durch Pilaster und durch alternierende, geschweifte und geknickte Fensterverdachungen und Bandlwerkdekor aus der Zeit um 1730/1740 in der Art des Johann Michael Flor gegliedert. Das Innere verfügt über weitgehend ungestörte Bausubstanz des 16. Jahrhunderts. Dazu zählen ein Erdgeschoßraum mit querliegendem Tonnengewölbe und Stichkappen, tonnengewölbte Flure und gewölbte dreiläufige Stiegenhäuser. Auf toskanischen Säulchen ruhen im Hof in beiden Obergeschoßen Arkaden mit Kreuzgratgewölben des 16. Jahrhunderts und barocken Stuckergänzungen aus dem 18. Jahrhundert. | BDA-Hist.: Q38087757 Status: Bescheid Stand der BDA-Liste: 2025-06-30 Name: Bürgerhaus GstNr.: .251                                                                                           |
| ja    | Datei hochladen | Bürgerhaus HERIS-ID: 11218 Objekt-ID: 7298                                                      | Täglicher Markt 7 Standort KG: Krems                 | Das siebenachsige Bürgerhaus Täglicher Markt 7 verfügt über ein Walmdach und eine geknickte Fassade, zum Teil spätgotisch profilierte Fenstergewände und ein barockes Korbbogenportal mit zugehörigem Fenstergitter aus der Zeit um 1740. Im unregelmäßigen Hof sind zum Teil ebenfalls spätgotische Fenstergewände zu sehen. Innen befindet sich im Erdgeschoß eine ehemals zweischiffige, stichkappengewölbte Halle. | BDA-Hist.: Q38092642 Status: Bescheid Stand der BDA-Liste: 2025-06-30 Name: Bürgerhaus GstNr.: .252                                                                                           |
| ja    | Datei hochladen | Wohnhaus HERIS-ID: 11097 Objekt-ID: 7166                                                        | Torgasse 1 Standort KG: Krems                        | | BDA-Hist.: Q38089307 Status: Bescheid Stand der BDA-Liste: 2025-06-30 Name: Wohnhaus GstNr.: .123                                                                                             |
| ja    | Datei hochladen | Teil der Stadtbefestigung HERIS-ID: 245055seit 2022                                             | bei Torgasse 6 Standort KG: Krems                    | Teil der Stadtbefestigung nördlich der Kremser Altstadt | BDA-Hist.: Q112899177 Status: Bescheid Stand der BDA-Liste: 2025-06-30 Name: Teil der Stadtbefestigung GstNr.: 30 City wall of Krems                                                          |
| ja    | Datei hochladen | Wohnhaus HERIS-ID: 11282 Objekt-ID: 7366                                                        | Torgasse 8 Standort KG: Krems                        | Das eingeschoßige Weinhauerhaus in der Torgasse 8 hat einen Schopfwalmgiebel und eine schlichte Fassade aus dem späten 18. Jahrhundert. Innen befinden sich teilweise klassizistische Türen und Beschläge. Zwei tonnengewölbte, etwa 30 m lange Kellerräume führen nach Norden bis zur ehemaligen Stadtmauer. | BDA-Hist.: Q38095073 Status: Bescheid Stand der BDA-Liste: 2025-06-30 Name: Wohnhaus GstNr.: .125                                                                                             |
| ja    | Datei hochladen | Bürgerhaus HERIS-ID: 10942 Objekt-ID: 7010                                                      | Untere Landstraße 1 Standort KG: Krems               | Das Gebäude der Volksbank in der Unteren Landstraße 1 verfügt über ein Mansardenwalmdach, eine spätbarocke Fassade mit Doppelpilastern über zwei Geschoße, geschwungene Fenstergiebel, stuckierte Parapetfelder und eine rekonstruierte Nutung im Erdgeschoß. Anmerkung: Volksbankfiliale Landstraße Nr. 1 | BDA-Hist.: Q38085983 Status: Bescheid Stand der BDA-Liste: 2025-06-30 Name: Bürgerhaus GstNr.: .36                                                                                            |
| ja    | Datei hochladen | Bürgerhaus HERIS-ID: 10943 Objekt-ID: 7011                                                      | Untere Landstraße 2 Standort KG: Krems               | Das Bürgerhaus Untere Landstraße 2 ist ein stattlicher Bau aus der zweiten Hälfte des 16. Jahrhunderts, mit Doppelschopfdach, geraden Stirnmauern und Dachspeicherfenstern. Die mit Lisenengliederung und alternierenden Fensterverdachungen aus der Mitte des 18. Jahrhunderts ausgeführte Obergeschoßfassade verfügt über Fenstergewände aus der Zeit um 1560. | BDA-Hist.: Q38086016 Status: Bescheid Stand der BDA-Liste: 2025-06-30 Name: Bürgerhaus GstNr.: .213                                                                                           |
| ja    | Datei hochladen | Bürgerhaus HERIS-ID: 10944 Objekt-ID: 7012                                                      | Untere Landstraße 3 Standort KG: Krems               | Das in den Jahren 1914 und 1915 errichtete Bürgerhaus Untere Landstraße 3 zeigt eine horizontale Fassadengliederung durch Balkone über genuteten Riesenpilastern und ist durch ein Walmdach gedeckt. Die Attika verfügt über Figuren von Fortuna und Merkur mit einer Weltkugel. | BDA-Hist.: Q38086026 Status: Bescheid Stand der BDA-Liste: 2025-06-30 Name: Bürgerhaus GstNr.: .37                                                                                            |
| ja    | Datei hochladen | Bürgerhaus HERIS-ID: 10945 Objekt-ID: 7013                                                      | Untere Landstraße 4 Standort KG: Krems               | Das mit einem tiefen Hofflügel ausgestattete Bürgerhaus Untere Landstraße 4 stammt aus dem 18. Jahrhundert. Die Fassade der Obergeschoße verfügt über Riesenpilaster sowie über reichen Stuckdekor aus der Mitte des 18. Jahrhunderts, der Johann Michael Flor zugeschrieben wird. Dazu zählen Fensterumrahmungen mit Fruchtgirlanden, Gitterwerk und Masken sowie Flachreliefs in Parapetfeldern. Das Haus ist durch ein Kastenportal aus der Zeit um 1900 zugänglich. Flur- und Erdgeschoßräume sind kreuzgratgewölbt. | BDA-Hist.: Q38086034 Status: Bescheid Stand der BDA-Liste: 2025-06-30 Name: Bürgerhaus GstNr.: .212/2                                                                                         |
| ja    | Datei hochladen | Bürgerhaus Zum Goldenen Reichsadler HERIS-ID: 10946 Objekt-ID: 7014                             | Untere Landstraße 5 Standort KG: Krems               | Das im Kern aus dem 16. Jahrhundert stammende Haus „Zum Goldenen Reichsadler“ zeigt eine reiche Obergeschoßfassade in altdeutschen Formen von 1896. Der Hofflügel mit zweiachsigen Pfeilerarkaden und mehrgeschoßigem Stiegenaufgang mit Sechsseitpfeilern und Kreuzgratgewölbe wird auf die erste Hälfte des 16. Jahrhunderts datiert. | BDA-Hist.: Q38086044 Status: Bescheid Stand der BDA-Liste: 2025-06-30 Name: Bürgerhaus Zum Goldenen Reichsadler GstNr.: .38 Bürgerhaus Zum Goldenen Reichsadler                               |
| ja    | Datei hochladen | Bürgerhaus HERIS-ID: 10947 Objekt-ID: 7015                                                      | Untere Landstraße 6 Standort KG: Krems               | Das im Kern aus dem 16. Jahrhundert stammende Bürgerhaus Untere Landstraße 6 verfügt über eine sechsachsige späthistoristische Fassade aus dem letzten Viertel des 19. Jahrhunderts. Im Hofflügel und im Hinterhaus sind Obergeschoßarkaden auf Säulchen aus der zweiten Hälfte des 16. Jahrhunderts zu sehen. | BDA-Hist.: Q38086053 Status: Bescheid Stand der BDA-Liste: 2025-06-30 Name: Bürgerhaus GstNr.: .211                                                                                           |
| ja    | Datei hochladen | Bürgerhaus HERIS-ID: 10948 Objekt-ID: 7016                                                      | Untere Landstraße 7 Standort KG: Krems               | Das Bürgerhaus Untere Landstraße 7 stammt im Kern aus dem 16. Jahrhundert (?). Es verfügt über ein Speichergeschoß mit Stirnmauer, über geschwungene Fensterverdachungen des 18. Jahrhunderts in den Hauptgeschoßen sowie über kreuzgratgewölbte Arkaden im Hof. | BDA-Hist.: Q38086064 Status: Bescheid Stand der BDA-Liste: 2025-06-30 Name: Bürgerhaus GstNr.: .39                                                                                            |
| ja    | Datei hochladen | Bürgerhaus HERIS-ID: 10949 Objekt-ID: 7017                                                      | Untere Landstraße 8 Standort KG: Krems               | Das im Kern aus dem 16. Jahrhundert stammende Bürgerhaus Untere Landstraße 8 hat neobarocke Fensterumrahmungen aus der Zeit um 1900. | BDA-Hist.: Q38086078 Status: Bescheid Stand der BDA-Liste: 2025-06-30 Name: Bürgerhaus GstNr.: .210/2                                                                                         |
| ja    | Datei hochladen | Bürgerhaus HERIS-ID: 10950 Objekt-ID: 7018                                                      | Untere Landstraße 9 Standort KG: Krems               | Das von Speichergeschoß und Schopfwalm bekrönte Bürgerhaus Untere Landstraße 9 hat einen Baukern aus dem 16. Jahrhundert und eine in der Mitte des 19. Jahrhunderts gestaltete Obergeschoßfassade mit zarter Quaderung und profilierten Fensterumrahmungen. Die Reste eines kreuzgratgewölbten Arkadenhofes mit achtseitigen Stützen werden auf die erste Hälfte des 16. Jahrhunderts datiert. | BDA-Hist.: Q38086099 Status: Bescheid Stand der BDA-Liste: 2025-06-30 Name: Bürgerhaus GstNr.: .40                                                                                            |
| ja    | Datei hochladen | Bürgerhaus HERIS-ID: 10951 Objekt-ID: 7019                                                      | Untere Landstraße 10 Standort KG: Krems              | Das Bürgerhaus Untere Landstraße 10 hat einen Kern aus dem späten 16. Jahrhundert. Der dreiachsige Bau wird von einem Schopfwalmgiebel bekrönt. Seine fünfachsigen Hofflügelarkaden auf Säulchen stammen aus der Bauzeit. | BDA-Hist.: Q38086144 Status: Bescheid Stand der BDA-Liste: 2025-06-30 Name: Bürgerhaus GstNr.: .210/1                                                                                         |
| ja    | Datei hochladen | Bürgerhaus HERIS-ID: 10952 Objekt-ID: 7020                                                      | Untere Landstraße 11 Standort KG: Krems              | | BDA-Hist.: Q38086181 Status: Bescheid Stand der BDA-Liste: 2025-06-30 Name: Bürgerhaus GstNr.: .41 Krems Untere Landstraße 11                                                                 |
| ja    | Datei hochladen | Wohn- und Geschäftshaus HERIS-ID: 10953 Objekt-ID: 7021                                         | Untere Landstraße 12 Standort KG: Krems              | Das von einem Schopfwalmgiebel bekrönte Bürgerhaus Untere Landstraße 12 wurde in der Zeit um 1930 umgebaut. | BDA-Hist.: Q38086200 Status: Bescheid Stand der BDA-Liste: 2025-06-30 Name: Wohn- und Geschäftshaus GstNr.: .209/1                                                                            |
| ja    | Datei hochladen | Bürgerhaus HERIS-ID: 10954 Objekt-ID: 7022                                                      | Untere Landstraße 13 Standort KG: Krems              | Das Bürgerhaus Untere Landstraße 13 verfügt über einen Baukern aus dem 16. Jahrhundert. | BDA-Hist.: Q38086209 Status: Bescheid Stand der BDA-Liste: 2025-06-30 Name: Bürgerhaus GstNr.: .42                                                                                            |
| ja    | Datei hochladen | Bürgerhaus HERIS-ID: 10955 Objekt-ID: 7023                                                      | Untere Landstraße 14 Standort KG: Krems              | Das Bürgerhaus Untere Landstraße 14 verfügt über eine Obergeschoßfassade aus der Mitte des 18. Jahrhunderts, mit Riesenpilastern und reich profilierten Knickgiebeln als Fensterverdachungen. | BDA-Hist.: Q38086232 Status: Bescheid Stand der BDA-Liste: 2025-06-30 Name: Bürgerhaus GstNr.: .208                                                                                           |
| ja    | Datei hochladen | Wohn- und Geschäftshaus HERIS-ID: 11235 Objekt-ID: 7315                                         | Untere Landstraße 15 Standort KG: Krems              | | BDA-Hist.: Q38093005 Status: Bescheid Stand der BDA-Liste: 2025-06-30 Name: Wohn- und Geschäftshaus GstNr.: .43                                                                               |
| ja BW | Datei hochladen | Bürgerhaus HERIS-ID: 10956 Objekt-ID: 7316                                                      | Untere Landstraße 17, 19 Standort KG: Krems          | Anmerkung: Die Häuser 17 und 19 wurden zusammengelegt | BDA-Hist.: Q38093027 Status: Bescheid Stand der BDA-Liste: 2025-06-30 Name: Bürgerhaus GstNr.: .45 Untere Landstraße 17–19, Krems an der Donau                                                |
| ja    | Datei hochladen | Bürgerhaus HERIS-ID: 10957 Objekt-ID: 7026                                                      | Untere Landstraße 20 Standort KG: Krems              | Die Bürgerhausanlage Untere Landstraße 20 wurde im 16. Jahrhundert errichtet. Das Vorderhaus verfügt über profilierte Fenstergewände in den Obergeschoßen. Ein mit 1559 bezeichnetes eingemauertes Relief wurde aus dem Hof übertragen und zeigt ein Hauszeichen mit Wahlspruch. Im Inneren gibt es einen kreuzgratgewölbten Flur und tonnengewölbte Räume. Im Hofflügel und im Hinterhaus verlaufen zweigeschoßige Arkadengänge mit abgefasten Pfeilern. Außerdem verfügt der Bau über spätgotische Portalgewände in Sekundärverwendung. | BDA-Hist.: Q38086266 Status: Bescheid Stand der BDA-Liste: 2025-06-30 Name: Bürgerhaus GstNr.: .205                                                                                           |
| ja    | Datei hochladen | Bürgerhaus HERIS-ID: 10958 Objekt-ID: 7027                                                      | Untere Landstraße 21 Standort KG: Krems              | Das im Kern aus dem 16. Jahrhundert stammende Bürgerhaus Untere Landstraße 21 verfügt über Speichergeschoß, Stirnmauer und Schopfwalm. Es ist im Erdgeschoß durch ein Kastenportal aus der Zeit um 1900 zugänglich. Im ersten Obergeschoß befindet sich eine Holzbalkendecke der Renaissance. | BDA-Hist.: Q38086277 Status: Bescheid Stand der BDA-Liste: 2025-06-30 Name: Bürgerhaus GstNr.: .46                                                                                            |
| ja    | Datei hochladen | Bürgerhaus HERIS-ID: 10959 Objekt-ID: 7028                                                      | Untere Landstraße 22 Standort KG: Krems              | Der Mauerkern des Bürgerhauses Untere Landstraße 22 stammt aus dem 16./17. Jahrhundert. | BDA-Hist.: Q38086287 Status: Bescheid Stand der BDA-Liste: 2025-06-30 Name: Bürgerhaus GstNr.: .204                                                                                           |
| ja    | Datei hochladen | Bürgerhaus HERIS-ID: 10960 Objekt-ID: 7029                                                      | Untere Landstraße 24 Standort KG: Krems              | Das Bürgerhaus Untere Landstraße 24 hat neobarocke Fensterumrahmungen und ein Kastenportal aus der Zeit um 1900. | BDA-Hist.: Q38086307 Status: Bescheid Stand der BDA-Liste: 2025-06-30 Name: Bürgerhaus GstNr.: .203                                                                                           |
| ja    | Datei hochladen | Bürgerhaus HERIS-ID: 10961 Objekt-ID: 7030                                                      | Untere Landstraße 25 Standort KG: Krems              | Das Bürgerhaus Untere Landstraße 25 verfügt über eine Obergeschoßfassade des späten 19. Jahrhunderts. | BDA-Hist.: Q38086317 Status: Bescheid Stand der BDA-Liste: 2025-06-30 Name: Bürgerhaus GstNr.: .48                                                                                            |
| ja    | Datei hochladen | Bürgerhaus HERIS-ID: 10962 Objekt-ID: 7031                                                      | Untere Landstraße 27 Standort KG: Krems              | Das Bürgerhaus Untere Landstraße 27 verfügt über eine Obergeschoßfassade des späten 19. Jahrhunderts. | BDA-Hist.: Q38086354 Status: Bescheid Stand der BDA-Liste: 2025-06-30 Name: Bürgerhaus GstNr.: .49                                                                                            |
| ja    | Datei hochladen | Bürgerhaus HERIS-ID: 11239 Objekt-ID: 7319                                                      | Untere Landstraße 28 Standort KG: Krems              | Das Bürgerhaus Untere Landstraße 28 verfügt über eine Obergeschoßfassade aus dem letzten Viertel des 19. Jahrhunderts und einen Kern aus dem 16./17. Jahrhundert. Im Hof befinden sich dreiachsige Arkaden auf Säulchen. | BDA-Hist.: Q38093138 Status: Bescheid Stand der BDA-Liste: 2025-06-30 Name: Bürgerhaus GstNr.: .201                                                                                           |
| ja    | Datei hochladen | Bürgerhaus HERIS-ID: 10963 Objekt-ID: 7032                                                      | Untere Landstraße 29 Standort KG: Krems              | Das Bürgerhaus Untere Landstraße 29 verfügt über eine Obergeschoßfassade des späten 19. Jahrhunderts. | BDA-Hist.: Q38086387 Status: Bescheid Stand der BDA-Liste: 2025-06-30 Name: Bürgerhaus GstNr.: .50                                                                                            |
| ja    | Datei hochladen | Bürgerhaus HERIS-ID: 10964 Objekt-ID: 7033                                                      | Untere Landstraße 31 Standort KG: Krems              | Das Bürgerhaus Untere Landstraße 31 verfügt über eine Obergeschoßfassade des späten 18. Jahrhunderts, mit Eckquaderung, Fensterstürzen, Plattendekor und Schopfwalmgiebel. | BDA-Hist.: Q38086418 Status: Bescheid Stand der BDA-Liste: 2025-06-30 Name: Bürgerhaus GstNr.: .51                                                                                            |
| ja    | Datei hochladen | Wohnhaus HERIS-ID: 11245 Objekt-ID: 7328                                                        | Untere Landstraße 34 Standort KG: Krems              | Das Bürgerhaus Untere Landstraße 34 verfügt über eine Obergeschoßfassade aus der Zeit um 1920/1930 und einen Baukern aus dem 16./17. Jahrhundert. | BDA-Hist.: Q38093535 Status: Bescheid Stand der BDA-Liste: 2025-06-30 Name: Wohnhaus GstNr.: .198                                                                                             |
| ja    | Datei hochladen | Bürgerhaus HERIS-ID: 10966 Objekt-ID: 7035                                                      | Untere Landstraße 35 Standort KG: Krems              | Das Bürgerhaus Untere Landstraße 35 hat einen Baukern aus dem 16. Jahrhundert. | BDA-Hist.: Q38086493 Status: Bescheid Stand der BDA-Liste: 2025-06-30 Name: Bürgerhaus GstNr.: .53                                                                                            |
| ja    | Datei hochladen | Bürgerhaus HERIS-ID: 11246 Objekt-ID: 7329                                                      | Untere Landstraße 36 Standort KG: Krems              | Das Bürgerhaus Untere Landstraße 36 verfügt über eine Obergeschoßfassade aus dem vierten Viertel des 19. Jahrhunderts mit zartem Dekor in frühhistoristischen Formen. | BDA-Hist.: Q38093559 Status: Bescheid Stand der BDA-Liste: 2025-06-30 Name: Bürgerhaus GstNr.: .197                                                                                           |
| ja    | Datei hochladen | Bürgerhaus HERIS-ID: 10967 Objekt-ID: 7036                                                      | Untere Landstraße 37 Standort KG: Krems              | Das Bürgerhaus Untere Landstraße 37 stammt im Kern aus dem 16./17. Jahrhundert. Die mit einem Breiterker ausgestattete Fassade wurde um 1920/1930 erneuert. Im Hof verlaufen Arkaden auf abgefasten Pfeilern. Im Hinterhaustrakt befindet sich ein mit 1556 bezeichneter Kragstein. | BDA-Hist.: Q38086560 Status: Bescheid Stand der BDA-Liste: 2025-06-30 Name: Bürgerhaus GstNr.: .54                                                                                            |
| ja    | Datei hochladen | Bürgerhaus HERIS-ID: 11247 Objekt-ID: 7330                                                      | Untere Landstraße 38 Standort KG: Krems              | Das Bürgerhaus Untere Landstraße 38 hat eine Obergeschoßfassade mit hoher Stirnmauer, geschweiften Fensterverdachungen und einer Figurennische aus der Zeit um 1740. Der Baukern stammt aus dem 16. Jahrhundert. In den Erdgeschoßräumen sind Tonnen- und Kreuzgratgewölbe zu sehen. | BDA-Hist.: Q38093619 Status: Bescheid Stand der BDA-Liste: 2025-06-30 Name: Bürgerhaus GstNr.: .196/1                                                                                         |
| ja    | Datei hochladen | Bürgerhaus HERIS-ID: 10968 Objekt-ID: 7037                                                      | Untere Landstraße 39 Standort KG: Krems              | Das durch ein Doppelschopfdach gedeckte Bürgerhaus Untere Landstraße 39 hat einen Baukern aus dem 16. Jahrhundert. Die in der zweiten Hälfte des 17. Jahrhunderts gestaltete Obergeschoßfassade verfügt über Fenstergewände mit ausgestellten Ecken. Die aus der ersten Hälfte des 16. Jahrhunderts stammenden Dachspeicherfenster sind mit spätgotischen Sohlbankgesimsen ausgestattet. Im dreiseitigen Hof sind Obergeschoßarkaden auf Säulen und spätgotisch profilierte Fenstergewände aus der ersten Hälfte des 16. Jahrhunderts zu sehen. | BDA-Hist.: Q38086599 Status: Bescheid Stand der BDA-Liste: 2025-06-30 Name: Bürgerhaus GstNr.: .55 Krems Untere Landstraße 39                                                                 |
| ja    | Datei hochladen | Bürgerhaus Zu den 4 Jahreszeiten HERIS-ID: 11249 Objekt-ID: 7332                                | Untere Landstraße 41 Standort KG: Krems              | Das „Haus zu den vier Jahreszeiten“ verfügt über ein Doppelschopfdach und ein Blendgeschoß. Der Baukern stammt aus dem 16. Jahrhundert. Die Obergeschoßfassade wurde Mitte des 18. Jahrhunderts reich dekoriert. Die Hauptgeschoßfenstern sind mit Knickgiebeln und stuckierten Rahmungen mit Maskenmotiven in den Sturzfeldern ausgeführt. Unter den Parapetfeldern sind Medaillons mit Reliefs der vier Jahreszeiten von Johann Michael Flor zu sehen. Die Gestaltung der Hinterhausfassade geht auf die zweite Hälfte des 19. Jahrhunderts zurück. | BDA-Hist.: Q38093687 Status: Bescheid Stand der BDA-Liste: 2025-06-30 Name: Bürgerhaus Zu den 4 Jahreszeiten GstNr.: .56 Krems Untere Landstraße 41                                           |
| ja    | Datei hochladen | Bürgerhaus HERIS-ID: 10969 Objekt-ID: 7038                                                      | Untere Landstraße 43 Standort KG: Krems              | Das Bürgerhaus Untere Landstraße 43 ist ein dreiachsiger zweigeschoßiger Bau mit einem Kern aus dem 16. Jahrhundert und einem Speichergeschoß mit geschweiftem Blendgiebel aus dem 18. Jahrhundert. Das Haus ist durch ein Kastenportal zugänglich, das vermutlich bei der Fassadenumgestaltung um 1920 eingebaut wurde. An der Rückseite des Gebäudes sind Speicheröffnungen mit Aufzugsbalken zu sehen. | BDA-Hist.: Q38086617 Status: Bescheid Stand der BDA-Liste: 2025-06-30 Name: Bürgerhaus GstNr.: .57 Krems Untere Landstraße 43                                                                 |
| ja    | Datei hochladen | Bürgerhaus HERIS-ID: 11250 Objekt-ID: 7333                                                      | Untere Landstraße 44 Standort KG: Krems              | Das breit gelagerte Bürgerhaus Untere Landstraße 44 hat zwei Geschoße und eine geknickte Fassade. Die Obergeschoßfenster sind mit Sohlbankgesimsen des 16. Jahrhunderts ausgestattet. | BDA-Hist.: Q38093717 Status: Bescheid Stand der BDA-Liste: 2025-06-30 Name: Bürgerhaus GstNr.: .266                                                                                           |
| ja    | Datei hochladen | Bürgerhaus HERIS-ID: 11251 Objekt-ID: 7334                                                      | Untere Landstraße 45 Standort KG: Krems              | Das im 16. Jahrhundert errichtete Bürgerhaus Untere Landstraße 45 verfügt über ein Blendgeschoß und ein Schopfwalmdach. Die Obergeschoßfassade mit geschweiften Fensterverdachungen und Figurennische wurde Mitte des 18. Jahrhunderts gestaltet. Die Statue des hl. Veit, die ursprünglich in der Nische untergebracht war, befindet sich heute im historischen Museum der Stadt Krems. | BDA-Hist.: Q38093787 Status: Bescheid Stand der BDA-Liste: 2025-06-30 Name: Bürgerhaus GstNr.: .192                                                                                           |
| ja    | Datei hochladen | Ehem. Gasthof Zum schwarzen Adler HERIS-ID: 11252 Objekt-ID: 7335                               | Untere Landstraße 46 Standort KG: Krems              | Der ehemalige Gasthof Zum schwarzen Adler wurde Mitte des 16. Jahrhunderts errichtet. Die zweigeschoßige Fassade wird von einer Stirnmauer mit Dachspeicherfenstern bekrönt. An einer Ecke ist ein runder, durch Gesimse gegliederter Erker zu sehen. | BDA-Hist.: Q38093836 Status: Bescheid Stand der BDA-Liste: 2025-06-30 Name: Ehem. Gasthof Zum schwarzen Adler GstNr.: .267                                                                    |
| ja    | Datei hochladen | Bürgerhaus Drei Kronen HERIS-ID: 11253 Objekt-ID: 7336                                          | Untere Landstraße 47 Standort KG: Krems              | Das Bürgerhaus Drei Kronen stammt im Kern vermutlich aus dem 16. Jahrhundert. Die heutige Gestaltung der Obergeschoßfassade geht auf das späte 19. Jahrhundert zurück. | BDA-Hist.: Q38093856 Status: Bescheid Stand der BDA-Liste: 2025-06-30 Name: Bürgerhaus Drei Kronen GstNr.: .191                                                                               |
| ja    | Datei hochladen | Bürgerhaus HERIS-ID: 11254 Objekt-ID: 7337                                                      | Untere Landstraße 48 Standort KG: Krems              | Das Bürgerhaus Untere Landstraße 48 verfügt über eine Fassade mit Fensterfaschen, einen vierachsigen Arkadengang auf toskanischen Säulchen im Hofflügel sowie über Fenstergewände aus der zweiten Hälfte des 16. Jahrhunderts. | BDA-Hist.: Q38093874 Status: Bescheid Stand der BDA-Liste: 2025-06-30 Name: Bürgerhaus GstNr.: .268                                                                                           |
| ja    | Datei hochladen | Bürgerhaus HERIS-ID: 11255 Objekt-ID: 7338                                                      | Untere Landstraße 49 Standort KG: Krems              | Das im Kern aus dem 16. Jahrhundert stammende Bürgerhaus Untere Landstraße 49 wurde im Jahr 1947 aufgestockt und einer Fassadenerneuerung unterzogen. Die Bekrönung des Portals mit Hauszeichen, Beschlag und Rollwerkaufsatz war ursprünglich mit 1606 bezeichnet. | BDA-Hist.: Q38093886 Status: Bescheid Stand der BDA-Liste: 2025-06-30 Name: Bürgerhaus GstNr.: .190                                                                                           |
| ja    | Datei hochladen | Wohnhaus HERIS-ID: 11256 Objekt-ID: 7339                                                        | Untere Landstraße 50 Standort KG: Krems              | Das Wohnhaus Untere Landstraße 50 verfügt über eine Obergeschoßfassade aus der Zeit um 1930. | BDA-Hist.: Q38093918 Status: Bescheid Stand der BDA-Liste: 2025-06-30 Name: Wohnhaus GstNr.: .269                                                                                             |
| ja    | Datei hochladen | Wohnhaus HERIS-ID: 11257 Objekt-ID: 7340                                                        | Untere Landstraße 51 Standort KG: Krems              | Das Wohnhaus Untere Landstraße 51 stammt im Kern aus dem 16. Jahrhundert. | BDA-Hist.: Q38093955 Status: Bescheid Stand der BDA-Liste: 2025-06-30 Name: Wohnhaus GstNr.: .189                                                                                             |
| ja    | Datei hochladen | Bürgerhaus, Gattermannhaus HERIS-ID: 10971 Objekt-ID: 7040                                      | Untere Landstraße 52 Standort KG: Krems              | Das sogenannte Gattermannhaus ist eine stattliche dreigeschoßige Bürgerhausanlage aus der Mitte des 16. Jahrhunderts, mit zweiachsigem Vorderhaus, zurückgesetztem einachsigem Durchfahrtstrakt, Hofflügel und Dachspeichergeschoß mit barocken Stirnmauer. Kennzeichnend ist der runde zweigeschoßige Eckerker auf abgetreppter Konsole im Knick der Straße zum ehemaligen Wiener Tor. Die Vorderhausfassade ist durch profilierte Fenstergewände und umlaufendes Sohlbank- und Fensterdachgesims gegliedert. Im Erdgeschoß liegt eine zweischiffige kreuzgratgewölbte Halle aus der Bauzeit. Im ersten Obergeschoß befindet sich ein Raum mit prunkvoller Stuckdecke mit Darstellungen des Triumphs des Apoll und der vier Jahreszeiten aus der Zeit um 1740. Reste von Wandmalereien sind mit 1553 und 1557 bezeichnet. Die im Hofflügel verlaufenden Arkaden sind mit 1554 bezeichnet. | BDA-Hist.: Q38086681 Status: Bescheid Stand der BDA-Liste: 2025-06-30 Name: Bürgerhaus, Gattermannhaus GstNr.: .270/1 Krems Untere Landstraße 52                                              |
| ja    | Datei hochladen | Bürgerhaus HERIS-ID: 11258 Objekt-ID: 7341                                                      | Untere Landstraße 53-55 Standort KG: Krems           | Das Bürgerhaus Untere Landstraße 53 ist ein breit gelagerter, zweieinhalbgeschoßiger, traufständiger Bau mit geknickter Front, der im Kern aus dem 16. Jahrhundert stammt. Die Fassade ist mit reichem Stuckdekor von 1738 ausgestattet. Im Hauptgeschoß sind Konsolköpfe in Fenstersturzfeldern zu sehen, sowie Laub- und Bandlwerk in Parapetfeldern und alternierende Fensterverdachungen. Im ersten Obergeschoß befindet sich ein Kreuzgratgewölbe mit angeputzten Graten und ein schlichtes genutetes Steintürgewände aus dem 16. Jahrhundert, eine Stichkappentonne des 18. Jahrhunderts und eine Stuckdecke aus der Zeit um 1740. Ein mit 1738 bezeichnetes Portallunettengitter befindet sich hier in Verwahrung. Das Nachbarhaus Nr. 55 wurde 1855 mit Nr. 53 vereinigt und in der Fassadengestaltung an dieses angeglichen.                                                      | BDA-Hist.: Q38093968 Status: Bescheid Stand der BDA-Liste: 2025-06-30 Name: Bürgerhaus GstNr.: .188                                                                                           |
| ja    | Datei hochladen | Bürgerhaus HERIS-ID: 10972 Objekt-ID: 7041                                                      | Untere Landstraße 54 Standort KG: Krems              | Die mächtige Bürgerhausanlage Untere Landstraße 54 stammt im Kern aus dem 16. Jahrhundert. Das Vorderhaus verfügt über ein Doppelschopfdach und eine Obergeschoßfassade aus der Mitte des 18. Jahrhunderts, mit Riesenpilastergliederung, rundbogig hochgezogenen Fensterverdachungen im Hauptgeschoß und querrechteckigen Dachspeicherfenstern. | BDA-Hist.: Q38086716 Status: Bescheid Stand der BDA-Liste: 2025-06-30 Name: Bürgerhaus GstNr.: .271 Krems Untere Landstraße 54                                                                |
| ja    | Datei hochladen | Wohn- und Geschäftshaus, Apotheke HERIS-ID: 11259 Objekt-ID: 7342                               | Untere Landstraße 56 Standort KG: Krems              | Das giebelständige, zweiachsige, zweigeschoßige, durch ein Satteldach gedeckte Bürgerhaus Untere Landstraße 56 wurde im 16. Jahrhundert errichtet. Das Erdgeschoß wurde später verändert. An der Stirnseite ist eine fragmentierte Wandmalerei des 16. Jahrhunderts zu sehen, auf der ein stehender Mann und eine Säule abgebildet sind. | BDA-Hist.: Q38094002 Status: Bescheid Stand der BDA-Liste: 2025-06-30 Name: Wohn- und Geschäftshaus, Apotheke GstNr.: .272 Untere Landstraße 56, Krems                                        |
| ja    | Datei hochladen | Bürgerhaus HERIS-ID: 11260 Objekt-ID: 7343                                                      | Untere Landstraße 57 Standort KG: Krems              | Das Bürgerhaus Untere Landstraße 57 ist ein mächtiger Bau des 16. Jahrhunderts mit Speichergeschoß, Stirnmauer und Schopfwalmdach. Die schlichte Fassade ist mit spätgotischen, reich profilierten Fenstergewänden und gekehlten Sohlbänken ausgestattet. Im Erdgeschoß befindet sich ein Tonnengewölbe mit Stichkappen. Das Haus wurde zwischen 1939 und 1945 beschädigt und 1957/1958 wiederhergestellt. | BDA-Hist.: Q38094032 Status: Bescheid Stand der BDA-Liste: 2025-06-30 Name: Bürgerhaus GstNr.: .186                                                                                           |
| ja    | Datei hochladen | Wohn- und Geschäftshaus HERIS-ID: 11261 Objekt-ID: 7344                                         | Untere Landstraße 58 Standort KG: Krems              | | BDA-Hist.: Q38094056 Status: Bescheid Stand der BDA-Liste: 2025-06-30 Name: Wohn- und Geschäftshaus GstNr.: .274                                                                              |
| ja    | Datei hochladen | Miethaus HERIS-ID: 11262 Objekt-ID: 7345                                                        | Untere Landstraße 59 Standort KG: Krems              | Das Bürgerhaus Untere Landstraße 59 stammt im Kern aus dem 16. Jahrhundert. | BDA-Hist.: Q38094129 Status: Bescheid Stand der BDA-Liste: 2025-06-30 Name: Miethaus GstNr.: .185/1                                                                                           |
| ja    | Datei hochladen | Bürgerhaus HERIS-ID: 11264 Objekt-ID: 7347                                                      | Untere Landstraße 63 Standort KG: Krems              | Das Bürgerhaus Untere Landstraße 63 stammt im Kern aus dem 16. Jahrhundert. Das Hauptgeschoß ist auf Kragsteinen und Segmentbogen leicht vorgezogen. Der Fensterdekor und die Ochsenaugen in der hohen Stirnmauer stammen aus der zweiten Hälfte des 18. Jahrhunderts. | BDA-Hist.: Q38094198 Status: Bescheid Stand der BDA-Liste: 2025-06-30 Name: Bürgerhaus GstNr.: .183, 57/2                                                                                     |
| ja    | Datei hochladen | Bürgerhaus HERIS-ID: 11265 Objekt-ID: 7348                                                      | Untere Landstraße 65 Standort KG: Krems              | Das breit gelagerte, mit Speichergeschoß und Schopfwalmdach ausgestattete Bürgerhaus Untere Landstraße 65 stammt im Kern aus dem 16. Jahrhundert. Zwei Achsen sind auf Kragsteinen und Segmentbogen vorgezogen und mit 1680 bezeichnet. In einer Nische befindet sich eine Maria-Immaculata-Statue aus der zweiten Hälfte des 18. Jahrhunderts. Das Haus wurde 1913 renoviert. | BDA-Hist.: Q38094239 Status: Bescheid Stand der BDA-Liste: 2025-06-30 Name: Bürgerhaus GstNr.: .182                                                                                           |
| ja    | Datei hochladen | Bürgerhaus HERIS-ID: 11266 Objekt-ID: 7349                                                      | Untere Landstraße 67 Standort KG: Krems              | Das erste Obergeschoß des Bürgerhauses Untere Landstraße 67 ist auf Kragsteinen und Segmentbogen leicht vorgezogen. Die Fassade zeigt reichen ornamentalen Sgraffitodekor, Diamantquaderung und Fenstergewände des 16. Jahrhunderts, die 1947/1948 freigelegt wurden. | BDA-Hist.: Q38094273 Status: Bescheid Stand der BDA-Liste: 2025-06-30 Name: Bürgerhaus GstNr.: .181 Untere Landstraße 67, Krems                                                               |
| ja    | Datei hochladen | Bürgerhaus, Kleines Sgraffitohaus HERIS-ID: 11268 Objekt-ID: 7351                               | Untere Landstraße 69 Standort KG: Krems              | Das sogenannte kleine Sgraffitohaus ist ein fünfachsiger, dreigeschoßiger Bau des 16. Jahrhunderts mit Schopfwalmdach und Blendmauer. Seine profilierten Fenstergewände und gekehlten Fenstersohlbänke stammen aus der Bauzeit. Das erste Obergeschoß kragt auf Segmentbogen und profilierten Konsolen vor. Der reiche figurale Sgraffitoschmuck ist mit 1561 bezeichnet und zeigt Darstellungen aus dem alten Testament, darunter Judit und Jahel, Abrahams Tod, König David und das Gleichnis vom verlorenen Sohn. Zwischen den Bildfeldern ist ornamentaler Dekor zu sehen. | BDA-Hist.: Q38094398 Status: Bescheid Stand der BDA-Liste: 2025-06-30 Name: Bürgerhaus, Kleines Sgraffitohaus GstNr.: .180 Kleines Sgraffitohaus, Krems                                       |
| ja    | Datei hochladen | Wohnhaus HERIS-ID: 11089 Objekt-ID: 7158                                                        | Wachtertorgasse 4 Standort KG: Krems                 | Das im Kern aus dem 16./17. Jahrhundert stammende Wohnhaus Wachtertorgasse 4 hat ein Schopfwalmdach und eine glatte Front. | BDA-Hist.: Q38089076 Status: Bescheid Stand der BDA-Liste: 2025-06-30 Name: Wohnhaus GstNr.: .134                                                                                             |
| ja    | Datei hochladen | Wohnhaus HERIS-ID: 9409 Objekt-ID: 5383                                                         | Wachtertorgasse 5 Standort KG: Krems                 | Das im Kern aus dem 16./17. Jahrhundert stammende Wohnhaus Wachtertorgasse 5 hat ein Schopfwalmdach und eine glatte Front. | BDA-Hist.: Q38035800 Status: Bescheid Stand der BDA-Liste: 2025-06-30 Name: Wohnhaus GstNr.: .128                                                                                             |
| ja    | Datei hochladen | Wohnhaus HERIS-ID: 10807 Objekt-ID: 6870                                                        | Wachtertorgasse 6 Standort KG: Krems                 | | BDA-Hist.: Q38081038 Status: Bescheid Stand der BDA-Liste: 2025-06-30 Name: Wohnhaus GstNr.: .133/2                                                                                           |
| ja    | Datei hochladen | Wohnhaus HERIS-ID: 11289 Objekt-ID: 7374                                                        | Wachtertorgasse 7 Standort KG: Krems                 | Das im Kern aus dem 16./17. Jahrhundert stammende Wohnhaus Wachtertorgasse 7 hat ein Schopfwalmdach und eine glatte Front. | BDA-Hist.: Q38095449 Status: Bescheid Stand der BDA-Liste: 2025-06-30 Name: Wohnhaus GstNr.: .129                                                                                             |
| ja    | Datei hochladen | Stadtmauer HERIS-ID: 4720 Objekt-ID: 576                                                        | Wallgasse 6, bei Standort KG: Krems                  | Rest der ehemaligen Stadtmauer. | BDA-Hist.: Q38047829 Status: Bescheid Stand der BDA-Liste: 2025-06-30 Name: Stadtmauer GstNr.: 51/3 City wall of Krems                                                                        |
| ja    | Datei hochladen | Wohnhaus, ehem. Pulvergrobhäusl HERIS-ID: 11029 Objekt-ID: 7098                                 | Wallgasse 8 Standort KG: Krems                       | Das sogenannte Pulvergrobhäusl schließt an einen Teil der ehemaligen Stadtmauer an. | BDA-Hist.: Q38087778 Status: Bescheid Stand der BDA-Liste: 2025-06-30 Name: Wohnhaus, ehem. Pulvergrobhäusl GstNr.: .169                                                                      |
| ja    | Datei hochladen | Bürgerhaus HERIS-ID: 11281 Objekt-ID: 7365                                                      | Wegscheid 2 Standort KG: Krems                       | Im Zwickel zwischen Wegscheid und Burggasse befindet sich ein an drei Seiten freistehendes Bürgerhaus des 15./16. Jahrhunderts. Der ein- bis dreigeschoßige Bau verfügt über einen Schopfwalm an der Schmalseite und einen runden Eckerker mit Kegeldach. Im Inneren befinden sich kreuzgratgewölbte Flure. | BDA-Hist.: Q38095002 Status: Bescheid Stand der BDA-Liste: 2025-06-30 Name: Bürgerhaus GstNr.: .193 Wegscheid 2, Krems an der Donau                                                           |
| ja    | Datei hochladen | Bürgerhaus HERIS-ID: 11279 Objekt-ID: 7362                                                      | Wegscheid 5 Standort KG: Krems                       | Das giebelständige Bürgerhaus Wegscheid 5 verfügt über zwei Geschoße, ein Schopfwalmdach, einen Baukern aus dem 16. Jahrhundert und eine erneuerte Fassade. | BDA-Hist.: Q38094887 Status: Bescheid Stand der BDA-Liste: 2025-06-30 Name: Bürgerhaus GstNr.: .58                                                                                            |
| ja    | Datei hochladen | Johannes Nepomuk-Statue HERIS-ID: 64810 Objekt-ID: 77570                                        | Wiener Straße 1 Standort KG: Krems                   | Bei der Kremsbrücke nahe Wiener Straße 1 befindet sich eine Johannes-Nepomuk-Statue aus der ersten Hälfte des 18. Jahrhunderts. | BDA-Hist.: Q38108309 Status: Bescheid Stand der BDA-Liste: 2025-06-30 Name: Johannes Nepomuk-Statue GstNr.: 3068/2                                                                            |
| ja    | Datei hochladen | Ehem. Spitalskirche hl. Antonius Eremita HERIS-ID: 50088 Objekt-ID: 54673                       | Wiener Straße 61 Standort KG: Krems                  | Die Filialkirche hl. Antonius Eremita ist ein kleiner gotischer Saalbau mit Westturm. Sie wurde zwischen 1310 und 1314 als Kirche eines Siechen- und Armenhauses errichtet, das von der Stadt Krems 1782 aufgelassen wurde. | BDA-Hist.: Q38037932 Status: § 2a Stand der BDA-Liste: 2025-06-30 Name: Ehem. Spitalskirche hl. Antonius Eremita GstNr.: .608 Antoniuskirche Krems an der Donau                               |
| ja    | Datei hochladen | Aufbahrungshalle HERIS-ID: 50087 Objekt-ID: 54672                                               | Wiener Straße 87 Standort KG: Krems                  | Die Aufbahrungshalle des Kremser Stadtfriedhofs wurde 1929 nach Plänen von Gustav Bamberger als expressionistisch-secessionistischer Bau unter Einbeziehung lokaler Formen errichtet. Die Ausstattung stammt aus der Bauzeit. | BDA-Hist.: Q38037919 Status: § 2a Stand der BDA-Liste: 2025-06-30 Name: Aufbahrungshalle GstNr.: .1104                                                                                        |
| ja    | Datei hochladen | Friedhofskapelle HERIS-ID: 64804 Objekt-ID: 77564                                               | Wiener Straße 87 Standort KG: Krems                  | Die Kapelle des Kremser Stadtfriedhofs ist ein neuromanischer Zentralbau, der 1907/1908 von Baumeister Josef Utz dem Älteren nach Plänen von Gustav Bamberger errichtet wurde. Sie erhebt sich auf einem regelmäßigen kreuzförmigen Grundriss mit Halbkreisapsis im Norden. Über der Vierung liegt ein achteckiger Kuppeltambour mit Pyramidendach und Zwillingsbogenfenstern. Die Kreuzarme sind durch Schopfwalmdächer gedeckt. Der südliche Teil ist als offene Vorhalle mit tonnengewölbter Rundbogenöffnung gestaltet. An der Nordwestecke erhebt sich ein achtseitiger Treppenturm und im Nordosten die Sakristei. | BDA-Hist.: Q38108274 Status: § 2a Stand der BDA-Liste: 2025-06-30 Name: Friedhofskapelle GstNr.: .931 Friedhofskapelle (Krems an der Donau)                                                   |
| ja    | Datei hochladen | Grabmal Kleewein HERIS-ID: 64806 Objekt-ID: 77566                                               | bei Wiener Straße 63 Standort KG: Krems              | Das aufwendige secessionistische Grabmal in Form eines Pavillons mit zeitgenössischem Zubehör (Laternen) wurde Anfang des 20. Jahrhunderts errichtet. Anmerkung: Das Grabmal liegt auf einem abgesperrten Teil des Kremser Friedhofes. Über dem Eingang (an der Wiener Straße gelegen) als „Ruhestätte der Lehner von Weinzierl“ bezeichnet. Der Schlüssel ist an der Kassa der unmittelbar daneben (stadteinwärts) gelegenen eni-Tankstelle erhältlich. | BDA-Hist.: Q38108293 Status: Bescheid Stand der BDA-Liste: 2025-06-30 Name: Grabmal Kleewein GstNr.: 2873                                                                                     |
| ja    | Datei hochladen | Jüdischer Friedhof HERIS-ID: 64824 Objekt-ID: 77586                                             | Wiener Straße 115 Standort KG: Krems                 | Der annähernd quadratische, von einer Mauer umgebene jüdische Friedhof wurde 1881 östlich des Kremser Stadtfriedhofs angelegt. Auch heute sind noch zahlreiche Grabsteine aus der Zeit vor 1938 erhalten, die an die einst bedeutende jüdische Gemeinde in Krems erinnern. | BDA-Hist.: Q1716703 Status: § 2a Stand der BDA-Liste: 2025-06-30 Name: Jüdischer Friedhof GstNr.: 2692 Jüdischer Friedhof Krems                                                               |
| ja    | Datei hochladen | Ehem. Lesehof von St. Zeno in Bad Reichenhall HERIS-ID: 237109                                  | Winzergasse 7 Standort KG: Krems                     | Der ehemalige Lesehof von Stift St. Zeno in Bad Reichenhall ist ein zweigeschoßiger Bau mit Walmdach und schlichter Putzfassade. Das Gebäude trägt ein skulptiertes Wappen Bernhard I. Fischers mit der Bauinschrift „Bernardus Praepositus Zenonis 1652“. | BDA-Hist.: Q38037946 Status: Bescheid Stand der BDA-Liste: 2025-06-30 Name: Krems an der Donau - Anlage ehem. Lesehof von St. Zeno GstNr.: 3321, .688                                         |
| ja    | Datei hochladen | Stadtpark HERIS-ID: 17086 Objekt-ID: 13359                                                      | Ringstraße 52a Standort KG: Krems                    | Der um das Jahr 1880 errichtete Stadtpark hat den Wiener Stadtpark als Vorbild. Die mit 31.055 m² größte Grünfläche innerhalb der Stadt Krems besteht aus einem südlichen, dem Pavillonpark und einem nördlichen Teil, dem Springbrunnenpark. Der ursprüngliche Springbrunnen aus dem Jahr 1894/1895 wurde im Jahr 1962 durch einen neuen Brunnen ersetzt. | BDA-Hist.: Q37833840 Status: § 2a Stand der BDA-Liste: 2025-06-30 Name: Stadtpark GstNr.: 3158/6, 3159/1, 3168/1, .1215, 3199/33, 3158/1 Stadtpark Krems                                      |
| ja    | Datei hochladen | Altsteinzeitliche Kulturschichten im Ostteil des Wachtbergs von Krems HERIS-ID: 113980seit 2022 | Schießstattgasse 4 Standort KG: Krems                | Archäologisches Denkmal | BDA-Hist.: Q112899150 Status: Bescheid Stand der BDA-Liste: 2025-06-30 Name: Altsteinzeitliche Kulturschichten im Ostteil des Wachtbergs von Krems GstNr.: 682/4, 682/6, 682/5, 692/16, 684/2 |

## Ehemalige Denkmäler
| Foto |                 | Denkmal                            | Standort                                | Beschreibung                                                                                         | Metadaten |
| ---- | --------------- | ---------------------------------- | --------------------------------------- | --- | --- |
| ja   | Datei hochladen | Bürgerhaus Objekt-ID: 7024bis 2023 | Untere Landstraße 17 Standort KG: Krems | Anmerkung: kein Abgang, nach Zusammenlegung der Häuser Nr. 17 und 19 als eigener Posten aber obsolet | BDA-Hist.: Q38086245 Status: Bescheid Stand der BDA-Liste: 2023-06-05 Name: Bürgerhaus GstNr.: .45 Untere Landstraße 17–19, Krems an der Donau |